# Землетрясения у островов Рюкю (2010)
Землетрясения у островов Рюкю 2010 года — ряд мощных землетрясений магнитудой до 7,0, произошедших в 2010 году в окрестностях японских островов Рюкю.
Первое из них, магнитудой 5,7 произошло 15 января 2010 года в 11:08:38 (UTC) в 151,3 км к западу-северо-западу от ближайшего населённого пункта Наха. Гипоцентр землетрясения располагался на глубине 139,1 километров. Землетрясение ощущалось в Урасоэ, Тятан, Гинован и других населённых пунктах префектуры Окинава.
Сообщений о жертвах и разрушениях не поступало.

## Повторные землетрясения

### 7 февраля 2010
Землетрясение магнитудой 6,3 произошло 7 февраля 2010 года в 06:10:00 (UTC) в Восточно-Китайском море, к юго-западу от островов Рюкю (Япония), в 109,8 км к юго-юго-западу от Исигаки (префектура Окинава), и в 212 км к востоку-юго-востоку от Хуалянь (Тайвань). Гипоцентр землетрясения располагался на глубине 21,0 километров. Землетрясение ощущалось в Японии: в Гиноване, Исигаки, Окинава; на островах Хатерума, Ириомоте, Исигаки, Тарама, Йонагуни, Мияко и на Тайване: в Гаосюне, Тайчжуне, Тайбэе, Чжанхуа, Чжубэе, Санксья, Тайнане, Янмэй, Хуалянь, Илань, Тайдун, Цзяи, Наньтоу, Пиндун и в уездах Пэнху и Таоюань. Землетрясение ощущалось также в Китае, в таких населённых пунктах как: Фучжоу, Сямынь.
В результате землетрясения сообщений о жертвах и разрушениях не поступало.

### 26 февраля 2010
Землетрясение магнитудой 7,0 произошло 26 февраля 2010 года в 20:31:26 (UTC) в районе японских островов Рюкю, в 70,9 км к юго-востоку от Урума (префектура Окинава). Гипоцентр землетрясения находился на глубине 25,0 километров. Землетрясение ощущалось на Окинаве, а также в Тайбэй (Тайвань). Подземные толчки ощущались также на островах Керама, Северном Бородино, Йорондзима, Агунидзима, Осима, Иедзима, Ихеядзима, Изенадзима, Кикайдзима, Кумедзима, Южный Бородино, Окиноэрабудзима, Токуносима, Тонакидзима, Укедзима, Ёродзима, Акусэкидзима, Мияко, Суваноседзима, Ириомоте, Исигаки, Танэгасима, Тарама, Яку, Кагосима, Кумамото, Миядзаки.
В результате землетрясения пострадало 2 человека. В результате землетрясения были повреждены водопроводы, упали или треснули резервуары для воды, произошли обрушения черепицы и некоторых частей стен замка Кацурен, возникли некоторые новые тектонические разломы. Экономический ущерб составил менее 2,17 млн долларов США.

### 26 мая 2010
Землетрясение магнитудой 6,5 произошло 26 мая 2010 года в 08:53:08 (UTC) к юго-востоку от японских островов Рюкю, в 216,2 км к востоку-юго-востоку от Урума (префектура Окинава). Гипоцентр землетрясения располагался на глубине 10,0 км.
Землетрясение ощущалось в населённых пунктах: Урасоэ, Тятан, Гинован, Исикава, Окинава, Йомитан, Гусикава, Итоман, Наха, Нисихара. Подземные толчки ощущались также на островах Керама, на Окинаве, а также на территории от Укесимы до Кумедзимы, вплоть до Акусекисимы.
В результате землетрясения сообщений о жертвах и разрушениях не поступало.

### 4 октября 2010
Землетрясение магнитудой 6,3 произошло 4 октября 2010 года в 13:28:38 (UTC) к юго-западу от островов Рюкю, в 61,3 км к юго-юго-западу от Хирара (префектура Окинава). Гипоцентр землетрясения располагался на глубине 32,0 км.
Подземные толчки ощущались в городе Тятан, на острове Исигаки и во многих населённых пунктах Окинавы. Очевидцы сообщали о подземных толчках на Тайване — в Тайбэе и других населённых пунктах, таких как: Тайтунг, Хуалянь, Илань, Гаосюн, Наньтоу, Пиндун, Тайчжун. Кроме того, толчки ощущались на островах: Мияко, Тарама, Хатерума, Ириомоте, на островах Керама, Кумедзима, Йонагуни, островах Рюкю. В результате землетрясения сообщений о жертвах и разрушениях не поступало.

#### Карты сейсмической активности

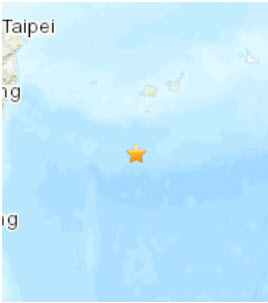
Карта сейсмической активности 7 февраля 2010 года
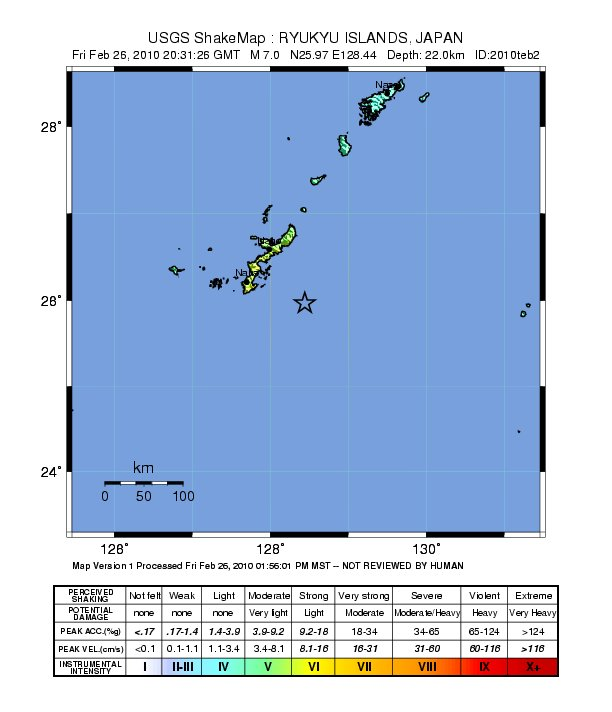
Карта сейсмической активности 26 февраля 2010 года
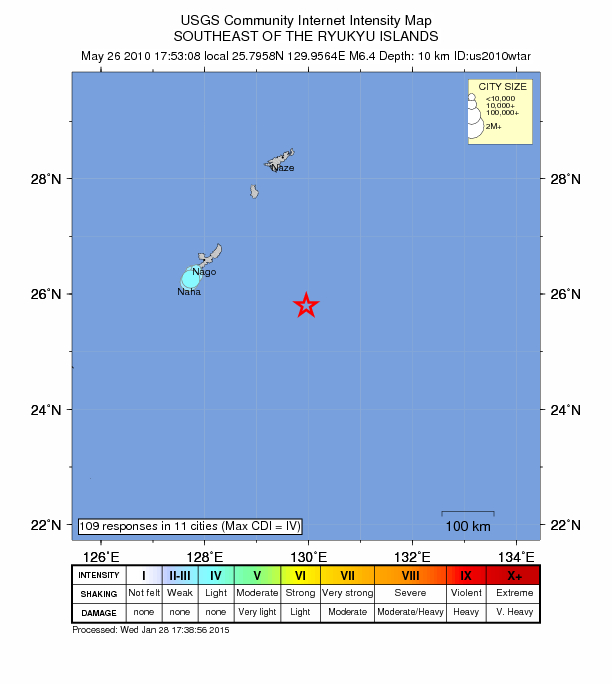
Карта сейсмической активности 26 мая 2010 года
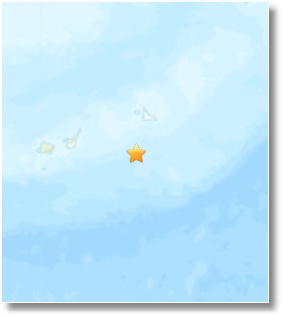
Карта сейсмической активности 4 октября 2010 года

## Тектонические условия региона
В сложной тектонике, окружающей Филиппинские острова, преобладает взаимодействие Филиппинской тектонической плиты с более крупными Тихоокеанской и Евразийской плитами и меньшей Зондской плитой. Филиппинская плита необычна тем, что её границы представляют собой почти все зоны конвергенции плит.
Тихоокеанская плита субдуцирована в мантию к югу от Японии, под островными дугами Изу-Бонин и Мариана, которые простираются более чем на 3000 км вдоль восточной границы Филиппинской плиты. Эта зона субдукции характеризуется быстрой конвергенцией плит и сейсмичностью высокого уровня, распространяющейся на глубины более 600 км. Из этой обширной зоны конвергенции здесь возможно возникновение сильных (M> 8,0) землетрясений. Считается, что низкое выделение сейсмической энергии является результатом слабой связи вдоль границы раздела плит.
К югу от Марианской дуги Тихоокеанская плита субдуцирована под островами Яп вдоль Япского желоба. Зона субдукции Рюкю связана с аналогичной зоной, впадиной Окинава. На северо-востоке Филиппинская плита поглощает Японию и восточную окраину Евразийской плиты в желобах Нанкай и Рюкю, простираясь на запад до Тайваня. В Нанкайской части этой зоны субдукции произошло несколько крупнейших землетрясений вдоль окраин Филиппинской плиты, в том числе два землетрясения магнитудой 8,1 в 1944 и 1946 годах.
Вдоль западной границы Филиппинской плиты сближение её с Зондской плитой обусловливает широкую и активную тектоническую систему, простирающуюся по обе стороны цепи Филиппинских островов. Регион характеризуется противоположными системами субдукции на восточной и западной сторонах островов, а архипелаг прорезан крупной структурой трансформации: Филиппинским разломом. Субдукция плит Филиппинского моря происходит на восточной окраине островов вдоль Филиппинского желоба и его северного продолжения — Восточного Лусонского прогиба. На западной стороне Лусона Зондская плита уходит на восток вдоль ряда желобов, включая Манильскую впадину на севере, меньшую впадину Негрос в центральной части Филиппин и впадины Сулу и Котабато на юге.
Сейсмическая активность в XX и начале XXI века вдоль границ Филиппинской плиты привела к семи сильным землетрясениям (M> 8,0) и 250 крупным землетрясениям (M> 7,0). Среди наиболее разрушительных были землетрясения в Канто в 1923 году, в Фукуи в 1948 году и в Кобе в 1995 году; землетрясения на Тайване в 1935 и 1999 годах; землетрясение магнитудой 7,6 в заливе Моро 1976 года и землетрясение магнитудой 7,6 на Лусоне (Филиппины) 1990 года.
Филиппинская тектоническая плита граничит с более крупными Тихоокеанской и Евразийской плитами и меньшей Зондской плитой. Филиппинская плита необычна тем, что её границы представляют собой почти все зоны конвергенции плит. Тихоокеанская плита субдуцирована в мантию к югу от Японии, под островными дугами Изу-Бонин и Мариана, которые простираются более чем на 3000 км вдоль восточной границы Филиппинской плиты. Эта зона субдукции характеризуется быстрой конвергенцией плит и сейсмичностью высокого уровня, распространяющейся на глубины более 600 км. Из этой обширной зоны конвергенции здесь возможно возникновение сильных (M> 8,0) землетрясений. Считается, что низкое выделение сейсмической энергии является результатом слабой связи вдоль границы раздела пластин.
К югу от Марианской дуги Тихоокеанская плита субдуцирована под островами Яп вдоль Япского желоба. Зона субдукции Рюкю связана с аналогичной зоной, впадиной Окинава.
Островная дуга Рюкю считается конвергентной границей, где под Евразийской плитой находится подводная плита Филиппинского моря. Дуга представляет собой рифтинговый фрагмент континентальной коры и приблизительно ориентирована на северо-восток, а скорость сходимости между Филиппинской и Евразийской плитой варьируется от 5 до 7 см/год. Тектоническая эволюция, начиная с неогена, делится на три этапа. Стадия 1 (поздний миоцен) — дрифтовая седиментация. Стадия 2 (ранний плейстоцен) — это начальный рифтинг по дуге. Стадия 3 (голоцен) — это рифтинг по дуге, который всё ещё продолжается.
Формирование дуги Рюкю началось в миоцене с отрыва отдельного блока евроазиатской плиты. Этот блок начал движение в южном направлении. Филиппинская плита находится под рифтовой дугой Рюкю, а сама дуга изгибается между Тайванем и хребтом Кюсю-Палау путём вращения и рифтинга и разделяется на несколько блоков. Геологические исследования показали, что в то время, как южная половина дуги вращается по часовой стрелке, её северная часть вращается против часовой стрелки. Со времён миоцена в результате рифтинга, поворотов и изгибания дуги, развивались право- и левосторонние тектонические разломы с нисходящими или восходящими компонентами. Нормальные разломы обнаруживаются только в самой верхней части коры. Разломы можно широко классифицировать в зависимости от их направления как разломы NW-SE и NE-SW.
Возраст фундамента — докайнозойский, а породы фундамента состоят из кремнистого сланца и других типов сланцев. Кайнозойские песчаники, сланцы и известняки перекрывают фундаментные породы. За этими скальными единицами следует плиоценовая формация Симадзири, а все образования покрыты четвертичным рюкюским известняком и голоценовыми отложениями.
Землетрясение на островах Рюкю 26 февраля 2010 года произошло вблизи области взаимодействия тектонических плит Филиппинского моря и Евразии. В области землетрясения плита Филиппинского моря перемещается на северо-запад относительно внутренней части Евразийской плиты с относительной скоростью около 60 мм/год. Филиппинская плита находится ниже уровня Евразии в жёлобе Рюкю и сейсмически активна на глубинах около 250 км. Первоначальные оценки эпицентра землетрясения, глубины очага и механизма очага предполагают, что удар произошёл внутри плиты, либо в пределах субдуцирующей Филиппинской плиты, либо в пределах вышележащей Евразийской плиты, а не на границе плит.